# Abdelatif Hwidar
Abdelatif Hwidar (Ceuta, 5 d'abril de 1971) és un actor i director de cinema espanyol, guanyador d'un premi Goya i resident a València.

## Trajectòria
Ha treballat com a actor a diferents sèries fent papers d'àrab o musulmà, com a El Príncipe, Fe de etarras, Fariña, Buscando el norte, Cuéntame como pasó o El ministerio del tiempo. El 2007 debutà com a director amb el curtmetratge Salvador (Historia de un milagro cotidiano), amb el qual va guanyar el Goya al millor curtmetratge de ficció. el Premi Turia al millor curtmetratge i fou nominat al Premi del Cinema Europeu al millor curtmetratge.
El 2012 va dirigir el seu primer llargmetratge, Kanimambo, que va obtenir una menció especial al Festival de Màlaga i fou nominada a la Violeta d'Or al Festival de Cinema d'Espanya de Tolosa de Llenguadoc. El 2016 debutà com a actor de teatre a Tierra de Fuego de Mario Diament, dirigida per Claudio Tolcachir i compartint escenari amb Alicia Borrachero i Tristán Ulloa. El 2018 participà en l'obra El ángel exterminador dirigida per Blanca Portillo. Al mateix temps va dirigir el curtmetratge Manspreading, que fou nominada a la Bisnaga de Plata al Festival de Màlaga de 2018 i que fou preseleccionat per als Premis Oscar de 2020.

## Filmografia

### Sèries
| Any       | Sèrie                          | Personatge               | Episodis |
| --------- | ------------------------------ | ------------------------ | -------- |
| 2009-2010 | Unió musical da Capo           | Ibrahim                  | 18       |
| 2011      | Ángel o demonio                |                          | 1        |
| 2011      | 11-M, para que nadie lo olvide | El Chino                 | 2        |
| 2012      | Gran Hotel                     | Cónsul de Persia         | 2        |
| 2012      | Rescatando a Sara              | Abdel                    | 2        |
| 2014      | Cuéntame cómo pasó             | Empleado Depósito Tánger | 1        |
| 2014      | Chiringuito de Pepe            | Traductor                | 1        |
| 2014      | Isabel                         |                          | 1        |
| 2015      | Olmos y Robles                 | Terrorista 1             | 1        |
| 2016      | El ministerio del tiempo       | Yusuf Hwidar             | 1        |
| 2015-2016 | Cabanyal Z                     | Horacio                  | 2        |
| 2016      | Buscando el norte              | Iskander                 | 6        |
| 2014-2016 | El Príncipe                    |                          | 9        |
| 2017      | El final del camino            | Nadir                    | 4        |
| 2017      | La zona                        | Abdel                    | 1        |
| 2018      | Élite                          |                          | 8        |

### Cinema
| Any  | Pel·lícula                     | Personatge               | Director                                |
| ---- | ------------------------------ | ------------------------ | --------------------------------------- |
| 2007 | La vida abismal                | Juanito el Moro          | Ventura Pons                            |
| 2007 | Fuerte Apache                  | Omar                     | Mateu Adrover                           |
| 2010 | La autoridad (curtmetratge)    | Padre                    | Xavi Sala                               |
| 2011 | La hégira                      |                          | Liteo Deliro                            |
| 2011 | Elmala3ien                     | Miguel Ángel Font Bisier | Iya Maat                                |
| 2012 | The End of the World           | The Suited Man           | Christopher Downs                       |
| 2012 | 24 Mentiras                    | Abel                     | Olaf Gonzalez Schneeweiss (co-director) |
| 2012 | Invasor                        | Pare Granja              | Daniel Calparsoro                       |
| 2012 | Un suave olor a canela         | Promès romanès           | Giovanna Ribes                          |
| 2012 | 19/03                          |                          | Iñaki Antuñano, Martín Román            |
| 2013 | El desig                       | Rafa                     | Néstor Mínguez Bonet                    |
| 2013 | Los últimos días               | Hombre Extranjero        | David Pastor, Àlex Pastor               |
| 2013 | Los chicos del puerto          | Funcionario 1            | Alberto Morais                          |
| 2013 | Si-o-se Pol                    | Refugee Nazir Al Hamdoun | Henrik Peschel                          |
| 2014 | Prime                          | Omar                     | Marco Huertas                           |
| 2015 | Neckan                         | Jacob                    | Gonzalo Tapia                           |
| 2015 | El lento caminar de las orugas | Profesor                 | Giovanna Ribes                          |
| 2016 | Sonríe                         | Adrien                   | Miguel Ángel Font Bisier                |
| 2016 | Adila                          |                          | Ruben Llama, Alejandro Manzano          |
| 2016 | Mimosas                        | Le guide                 | Oliver Laxe                             |
| 2016 | Un lugar                       |                          | Iván Fernández de Córdoba               |
| 2016 | La familia (Dementia)          | Propietari teteria       | Giovanna Ribes                          |
| 2016 | Xmile                          | Adrien                   | Miguel Ángel Font Bisier                |
| 2017 | Inocente                       |                          | Pau Martínez                            |
| 2017 | Fe de etarras                  | Veí àrab                 | Borja Cobeaga                           |
| 2018 | La enfermedad del domingo      | Lugareño                 | Ramón Salazar                           |
| 2018 | Guerra Invisible               | Mohammed                 | Bernardo Hernández                      |
| 2018 | Fariña                         | Hassan                   | 2                                       |

### Com a director
| Any  | Pel·lícula                                  | Tipus                      |
| ---- | ------------------------------------------- | -------------------------- |
| 2007 | Salvador (Historia de un milagro cotidiano) | curtmetratge               |
| 2010 | Adelanto                                    | curtmetratge               |
| 2012 | Kanimambo                                   | Llargmetratge              |
| 2013 | Noche sin Luna                              | curtmetratge (co-director) |
| 2013 | Como el río                                 | curtmetratge (co-director) |
| 2014 | Motonómadas                                 | curtmetratge               |
| 2015 | La Imaginación es el primer paso            | curtmetratge               |
| 2015 | Superhéroes                                 | curtmetratge               |
| 2015 | Súper Poderes                               | curtmetratge               |
| 2017 | Maniac Tales ("The Visit" segment)          |                            |
| 2018 | Manspreading                                | curtmetratge               |